# Nike Nylander
Nike Elisabeth Nylander, född 8 oktober 1966 i Uppsala domkyrkoförsamling,  är en svensk journalist. Hon har sedan 2004 arbetat på Sveriges Television, först som nyhetsreporter och senare som nyhetsankare på Aktuellt.

## Biografi
Nylander är dotter till arkeologiprofessorn Carl Nylander och utrikesjournalisten Titti Nylander. Hon är född i Uppsala. Vid fyra års ålder kom hon till Bryn Mawr utanför Philadelphia i USA med familjen, där fadern undervisade på universitet. Under tonåren flyttade hon till Rom i Italien där hennes mor var utrikeskorrespondent och fadern chef för Svenska Institutet.  I Rom studerade hon på en amerikansk internationell skola.
Nylander har studerat flera humanistiska ämnen som konstvetenskap, religionshistoria, filosofi, och engelsk litteratur. Hon har även läst vid Poppius journalistskola samt studerat amerikansk litteratur i Boston. Hon har även gått på journalisthögskolan JMK vid Stockholms universitet. 
Från 1993 till 2001 var hon anställd som tjänsteman vid Kulturdepartementet. Hon vikarierade även under några månader som pressekreterare hos kulturminister Margot Wallström, men hade inte en politisk anställning. Hon har också varit utställningsproducent och informationsansvarig på Historiska museet. Efter anställning vid Historiska museet började Nylander studera vid journalisthögskolan vilket ledde till praktik på Sveriges Television och Rapport. Hon har sedan 2004 arbetat på Sveriges Television, först som nyhetsreporter och senare som nyhetsankare på Aktuellt.

### Familj
Nylander har tre barn. Hon är sondotter till diplomaten Lennart Nylander och fil. mag. Margareta Nylander, född Fjellander och vidare dotterdotter till läkaren Carl Gustaf Leczinsky och översättaren Ingegerd Leczinsky, född Aspling.